# 1546
1546 (MDXLVI) fue un año común comenzado en viernes del calendario juliano.

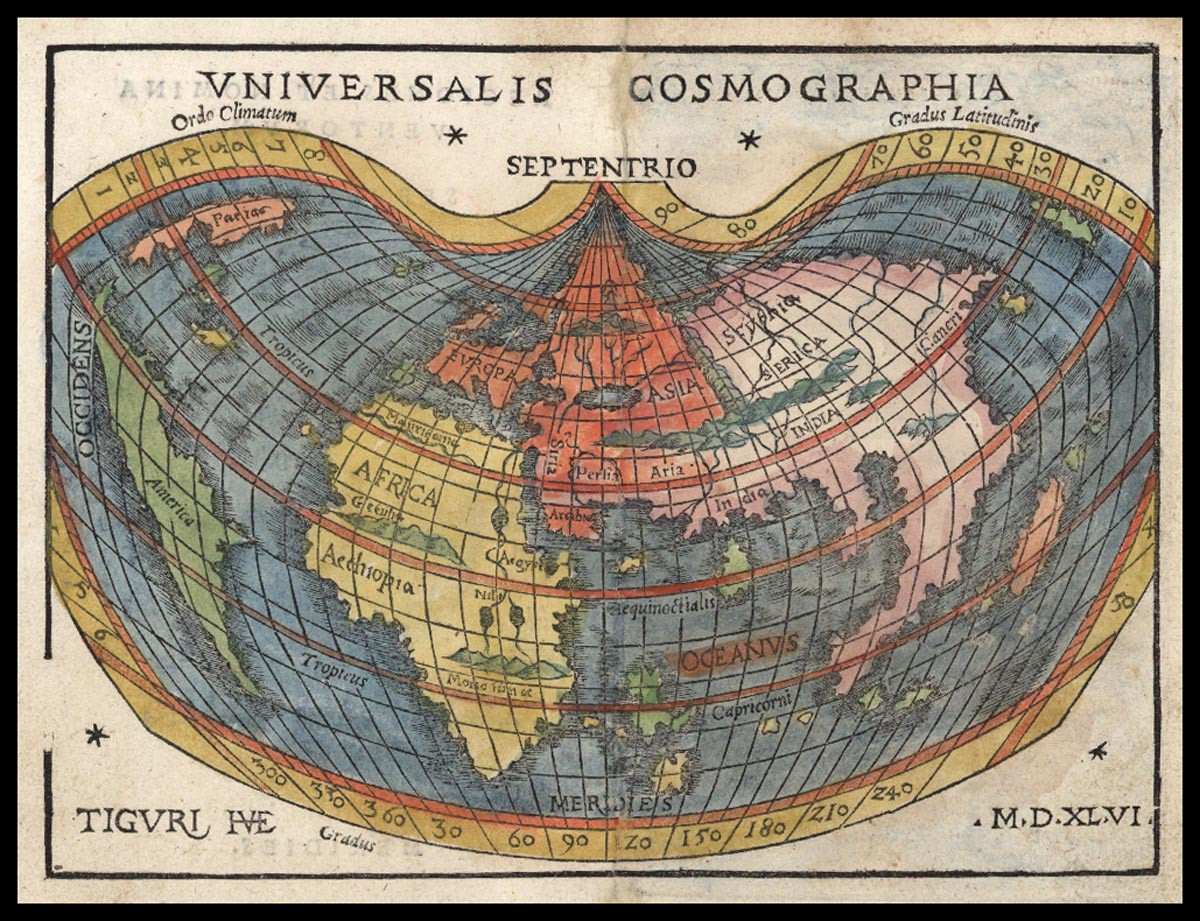
Mapa mundial de Johannes Honter, 1546

## Acontecimientos
- 18 de enero: en la guerra civil entre los conquistadores del Perú los partidarios de Gonzalo Pizarro derrotan y capturan al virrey Blasco Núñez Vela en la Batalla de Iñaquito o Añaquito.
- 27 de septiembre: Felipe II de España otorga el título de ciudad a San Salvador, ahora capital de la República de El Salvador, por provisión real.[1]
- Francia e Inglaterra firman la paz mediante el tratado de Ardres, poniendo fin a la guerra italiana de 1542 - 1546.
- En julio, Los príncipes protestantes alemanes de la Liga de Esmalcalda no reconocen la autoridad imperial de Carlos V, Emperador del Sacro Imperio Romano Germánico, con lo que este se moviliza para la Guerra de Esmalcalda.
- Los españoles conquistan Yucatán.
- Catalina de Bora huye a Magdeburgo.
- Miguel Ángel Buonarroti es hecho el arquitecto en jefe de la Basílica de San Pedro.
- Surgen rebeliones en Anglia Oriental contra la Reforma.
- 28 de octubre: Pedro Guerrero (obispo) es nombrado arzobispo de Granada

## Nacimientos
- 27 de marzo: Leonor de Castro Mello y Meneses, esposa de Francisco de Borja y Dama de Isabel de Portugal.
- 13 de abril: Isabel de Valois, esposa de Felipe II de España.
- 4 de julio: Murad III, sultán del Imperio otomano.
- 14 de diciembre: Tycho Brahe, astrónomo danés (f. 1601)

## Fallecimientos

### Enero
- 18 de enero: Blasco Núñez Vela, aristócrata español, primer virrey del Perú (n. 1490).

### Febrero
- 18 de febrero: Martín Lutero, teólogo alemán (n. 1483)

### Marzo
- 1 de marzo: George Wishart, reformador religioso escocés (martirizado) (nacido en 1513)

### Julio
- 4 de julio: Jeireddín Barbarroja, almirante otomano y corsario turco.

### Agosto
- 12 de agosto: Francisco de Vitoria, dominico español, padre del derecho internacional y de conceptos proto-económicos.